# Partido Pila
Pila ist ein Partido in der argentinischen Provinz Buenos Aires, nicht zu verwechseln mit dem Partido Pilar, welches ebenfalls in der Provinz Buenos Aires liegt. Das Partido hatte bei der Volkszählung 2010 3.640 Einwohner. Bei einer Fläche von 3.495 km² ist Pila eines der am dünnsten besiedelten Partidos der Provinz. Der Name Pila soll sich von pila bautismal („Taufbecken“) ableiten, da das Wasser des dortigen Río Salado del Sur ebenso salzig schmecke.
Verwaltungszentrum ist der gleichnamige Ort Pila, ein zweiter Ort im Partido existiert mit Casalins. Zusätzlich befinden sich die Cuarteles La Florida, La Luz, La Victoria und Real Audiencia auf dem Gebiet Pilas. Das Partido Pila ist umgeben von den Partidos Lezama, Chascomús, General Belgrano, Castelli, Rauch, Ayacucho, General Guido, Dolores und Las Flores.
Telefonvorwahl Pilas ist 02242, der Postleitcode B7120ATD.
Das Partido wurde 1839 per Dekret des Gouverneurs Juan Manuel de Rosas durch Loslösung vom Partido Dolores geschaffen.